# بلو فاير (افعوانية)
بلو فاير (بالإنجليزية: Blue Fire) هي أفعوانية انطلاق تقع في يوروبي بارك في روست، ألمانيا. افتُتحت رسميًا في 4 أبريل 2009، وتُعد أول أفعوانية انطلاق (Launched Coaster) من تصميم وتصنيع شركة Mack Rides. كما كانت أول أفعوانية في الحديقة تتضمن انقلابات، وأصبحت اللعبة العاشرة ضمن مجموعة أفعوانيات الحديقة.

## التصميم والمحتوى
تُعتبر "بلو فاير" جزءًا من توسعة ذات طابع آيسلندي داخل الحديقة، وتتميز بتصميم يحاكي التضاريس البركانية والمياه الحارة. تحمل اللعبة الشعار الإعلاني: **"اكتشف الطاقة الخالصة"** (Discover Pure Energy).
تم بناء المسار بحيث يمر بمزيج من المنعطفات الحادة والانقلابات، ويُدار باستخدام نظام إطلاق مغناطيسي LSM يدفع القطار من سرعة 0 إلى 100 كم/س خلال 2.5 ثانية فقط.

## المراحل الرئيسية في الرحلة
- نفق انطلاق مغلق
- انطلاق مغناطيسي بسرعة 100 كم/س
- حلقة عمودية (Vertical Loop)
- دوران جانبي (Overbanked Turn)
- انحدارات لولبية
- لفة على شكل قلب (Heartline Roll)

## الانقلابات
تحتوي اللعبة على 4 انقلابات هي: 1. حلقة عمودية (Loop) 2. كوبرا رول (Cobra Roll) - تتضمن انقلابين 3. لفة أفقية (Heartline Roll)

## الرعاية والتاريخ
في بدايتها، كانت "بلو فاير" تحمل رعاية من شركة الطاقة الروسية غازبروم، وتم تزيين منطقة الانتظار والمجسمات المحيطة بعناصر تُبرز هذه الشراكة. لكن مع الغزو الروسي لأوكرانيا في 24 فبراير 2022، أنهى يوروبي بارك هذه الرعاية وأُزيلت جميع الشعارات المرتبطة بها.

## القبول الجماهيري
تحظى "بلو فاير" بشعبية كبيرة بين زوار الحديقة، وتُصنّف باستمرار ضمن أفضل الأفعوانيات في أوروبا من حيث التصميم والسلاسة والتجربة الكلية. كما تُعد منصة اختبار تقني رئيسية لشركة Mack Rides، وتم بناء نسخ مشابهة لها في حدائق أخرى حول العالم.